# جامعة سونجسيل في كوريا

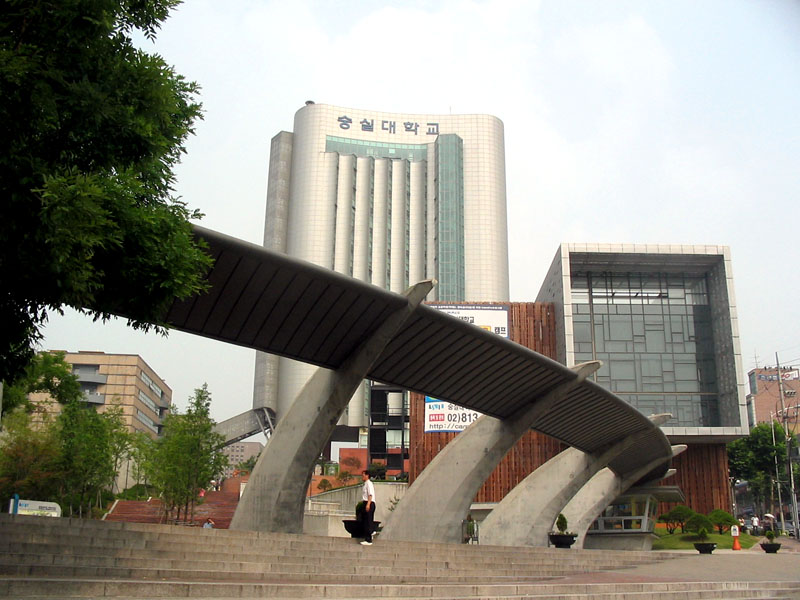
المدخل الرئيسي لجامعة سونجسيل

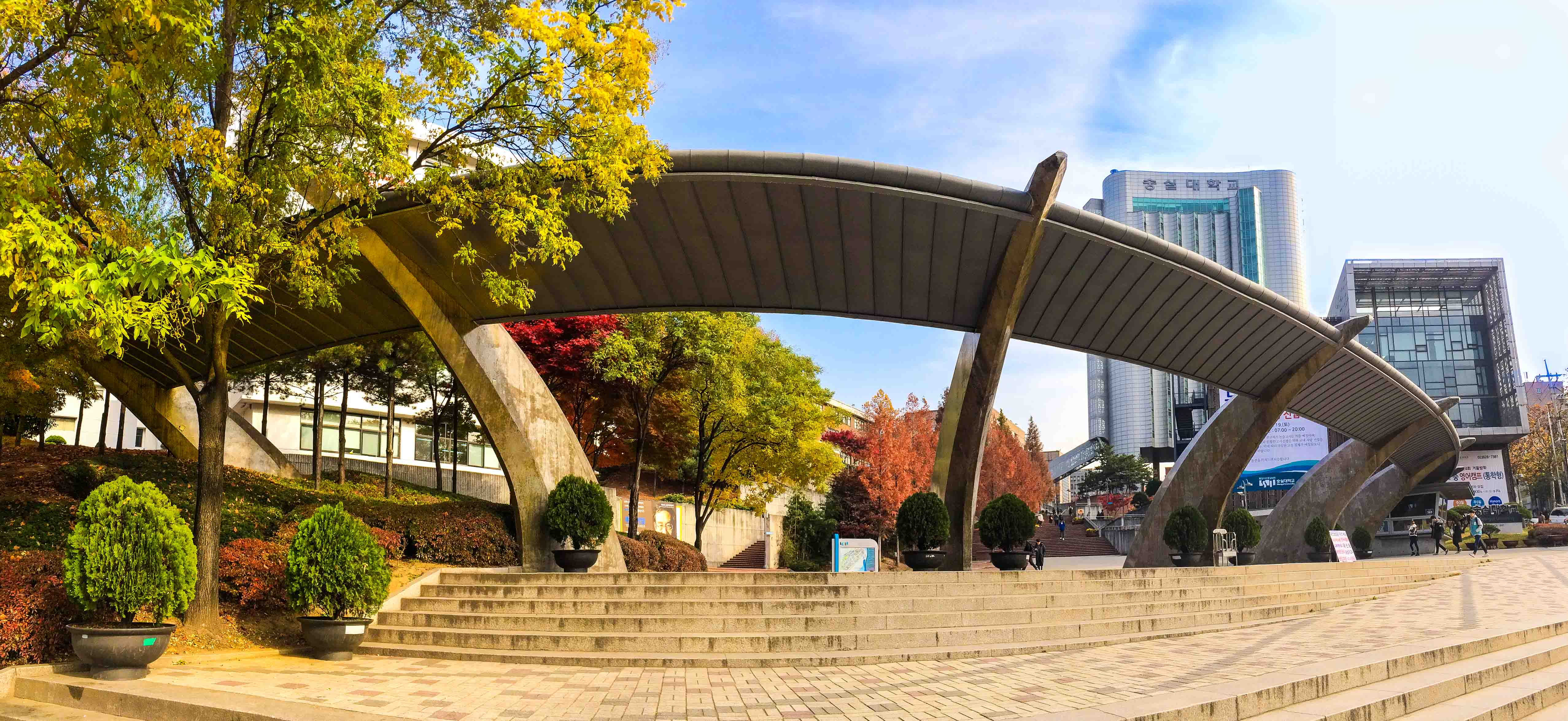
جامعة سونجسيل

جامعة سونجسيل (SSU) هي أول جامعة حديثة في كوريا، ويعود تاريخها إلى عام 1897. تأسست تحت المبشر المسيحي ويليام م. بيرد. يقع الحرم الجامعي في 369 Sangdo-ro, Dongjak-gu ، سيول ، كوريا الجنوبية .

## التاريخ
تأسست جامعة سونجسيل في 10 أكتوبر 1897 ، في بيونغ يانغ كمدرسة خاصة أسسها وليام م. بيرد، وهو مبشر للكنيسة المشيخية في مجلس البعثات الأجنبية للولايات المتحدة الأمريكية . في عام 1900 تم تطوير المدرسة لتصبح مدرسة ثانوية رسمية لمدة 4 سنوات. في أكتوبر 1901 ، تم تسمية المدرسة Soongsil Hakdang ( 숭실학당 أكاديمية سونجسيل). اسم سونجسيل يعني تقريبا "رجوع [الله] ( 숭 soong ) مع الحقيقة والنزاهة ( 실 سيل ) ".
في عام 1905 أنشأت الأكاديمية دورات للطلاب. في عام 1906 تم السماح للأكاديمية مرة أخرى من قبل الهيئات التبشيرية المشيخية والميثودية بإنشاء قسم جامعي. كانت تسمى الأكاديمية بالاتحاد المسيحي (합성 숭실 대학) ، والتي سمحت بها الحكومة الكورية لاحقًا كجامعة في عام 1907. 
في عام 1925 ، تم تحويل المدرسة بالقوة إلى مدرسة تقنية إنسانية 숭실전문학교 4 سنوات تسمى 숭실전문학교 (崇 實 專門 學校 ، تنطق سوجيتسو سينمون جاكو | Sūjitsu Senmon Gakkō باللغة اليابانية).  في 4 مارس 1938 أغلقت المدرسة نفسها من أجل الاحتجاج على فرض عبادة ضريح شنتو .
في أغسطس 1945 تم تحرير كوريا من الاستعمار الياباني، لكن الجهود المبذولة لاستعادة كلية سونجسيل لم تنجح إلا بعد انتهاء الحرب الكورية . في أبريل 1954 تم إنشاء كلية سونجسيل في كوريا الجنوبية وفي يونيو 1957 انتقلت إلى حرم Sangdo-dong الحالي. في عام 1971 تم دمج الكلية مع كلية دايجون ( 대전대학, 大田大學 ، يجب عدم الخلط بينه وبين جامعة دايجون الحالية) في كلية 숭전대학, 崇田大學 ( 숭전대학, 崇田大學 ). في ديسمبر 1971 اكتسبت الكلية على صفة الجامعة. في ديسمبر 1982، تم فصل دايجون حرم جامعة Soongjun وإعادة تسميتها لتصبح جامعة هانام . وفي نوفمبر 1986 ، تم تغيير اسم جامعة Soongjun إلى جامعة سونجسيل .

## السمعة
سونجسيل هي جامعة مسيحية خاصة تقع في قلب سيول. لديها معدل قبول منخفض وحاجز دخول عالي. يجب أن يصل الطلاب مابين 5% إلى 7٪ في اختبار SAT الكوري (اختبار الكلية للقدرة المدرسية) ليتم قبولهم في التخصصات الأكثر تنافسية مثل الأعمال والتجارة العالمية. تعتبر التخصصات التقنية والاقتصادية والتجارية في سونجسيل قوية بشكل خاص ؛ يوجد في كلية إدارة الأعمال ثاني أكبر عدد من الخريجين الذين لديهم شهادات جامعية. يحتل مجال علوم الكمبيوتر، الذي كانت سونجسيل رائدة في كوريا فيه، المرتبة الثانية بعد جامعة سيول الوطنية. هذا يعطي الخريجين فرصة أفضل بكثير في الحصول على وظيفة في أكبر شركات تكنولوجيا المعلومات العملاقة مثل سامسومج وقوقل وإل جي. وفقًا لتصنيف صادر عن جونغ أنغ إلبو، وهي صحيفة كورية، فإن سونجسيل تُصنف بانتظام ضمن أفضل 20 جامعة. [بحاجة لمصدر]

## المدارس الجامعية
- كلية العلوم الإنسانية
- كلية العلوم الطبيعية
- كلية الحقوق
- كلية العلوم الاجتماعية
- كلية الاقتصاد والتجارة العالمية
- كلية إدارة الأعمال
- كلية الهندسة
- كلية تكنولوجيا المعلومات
- كلية بيرد الجامعية (كلية التعليم الأساسي والتخصصي)
- كلية المالية

## المدارس العليا
- كلية الدراسات العليا العامة
- مدارس الدراسات العليا الخاصة
  - كلية الدراسات العليا للصناعة
  - كلية الدراسات العليا للأعمال التجارية الصغيرة
  - كلية الدراسات العليا لعلوم المعلومات
  - كلية الدراسات العليا في العمل والعلاقات الصناعية
  - كلية الدراسات العليا للرعاية الاجتماعية
  - كلية الدراسات العليا للتربية
  - كلية الدراسات العليا للدراسات المسيحية
  - كلية الدراسات العليا في إدارة الأعمال العالمية

## المعاهد
- مكتبة ومركز المعلومات الأكاديمية
- المتحف الكوري المسيحي
- معاهد تعليمية
  - معهد التعليم المستمر
  - معهد سونجسيل للغات
  - معهد تعليم الشباب
- معاهد البحوث
  - معهد الثقافة المسيحية الكورية
  - معهد العلوم الإنسانية
  - معهد تكنولوجيا المستقبل
  - معهد الدراسات القانونية
  - معهد العلوم الطبيعية
  - معهد الأعمال والاستراتيجيات الاقتصادية
  - مركز أبحاث التصميم الجزيئي بمساعدة الحاسوب
  - معهد العلوم الاجتماعية
  - معهد تكنولوجيا المعلومات والإعلام
  - مركز إدارة المشاريع
  - مركز التعاون الصناعي والأكاديمي للأعمال الصغيرة والمتوسطة
  - معهد التكنولوجيا الفائقة تقارب تكنولوجيا المعلومات
  - معهد الموهوبين والموهوبين
  - معهد الأعمال لعلوم المعلومات
  - معهد كوريا للتعليم مدى الحياة وتنمية الموارد البشرية
  - مركز الابتكار الإقليمي
  - معهد الإدارة والابتكار والتقييم
  - معهد الرعاية الاجتماعية
  - معهد الاتصالات الصوتية تحت الماء
  - معهد الأدب والفن الكوري التقليدي
  - مركز أبحاث الشبكة في كل مكان
  - مركز التغليف الإلكتروني Microsystem
  - مركز التعليم والتدريب الجامعي والجامعي لتكنولوجيا المعلومات
  - معهد تكنولوجيا المحتوى الثقافي
  - مركز تكنولوجيا المعلومات للبحوث الحسية
  - معهد العمل التبشيري الثقافي
  - معهد إنشاء وإدارة الأعمال الصغيرة
  - معهد تطوير الذكاء الاصطناعي
  - معهد سونجسيل من المحامين المسيحيين
  - معهد بحوث الاقتصاد الصناعي

## مشاهير
- بارك وون سانغ، ممثل
- بارك جو هو ، لاعب كرة قدم
- بارك مون سيونج، معلق

## روابط خارجية
- الموقع الرسمي (بالكورية)
- الموقع الرسمي[وصلة مكسورة] (بالإنجليزية)